# Lumberjack the Monster
Lumberjack the Monster (en japonés: 怪物の木こり, Kaibutsu no kikori?) es una película japonesa de thriller de terror dirigida por Takashi Miike en 2023, que está basada en la novela, del mismo nombre, de Mayusuke Kurai publicada en 2019. La película está protagonizada por Kazuya Kamenashi como un abogado que busca venganza contra un asesino en serie enmascarado.

## Argumento
En Shizuoka en los años 90, la policía se encuentra con una terrible escena, la directora de un orfanato se suicida dejando al descubierto una serie de espantosos experimentos realizados con los niños.
Treinta años después, en Tokio aparece un asesino en serie que aterroriza a toda la ciudad. Los asesinatos parecen estar relacionados con un libro titulado "Kaibutsu no kikori". El asesino en serie utiliza, para cometer los homicidios, una máscara de un personaje del libro llamado "Monstruo Leñador" y ataca a sus víctimas con un hacha antes de extraerles el cerebro.
Un día, en un aparcamiento subterráneo, el asesino ataca a un joven hiriéndolo gravemente. Se trata de Akira Ninomiya, un abogado despiadado que no duda en eliminar a cualquiera que se interponga en su camino. Tras ser brutalmente atacado por el asaltante enmascarado, Ninomiya se obsesiona por encontrar al asesino y vengarse.
El abogado es peculiar por su falta de empatía hacia los demás. También es una persona de sangre fría y desalmada, con rasgos de psicópata.
La policía persigue al culpable mientras que Ninomiya, en su empeño por vengarse y descubrir al criminal, se enfrentara a su pasado que está relacionado con el caso del orfanato.

## Reparto
| Actor              | Papel                                              |
| ------------------ | -------------------------------------------------- |
| Kazuya Kamenashi   | Akira Ninomiya                                     |
| Nanao              | Ranko Toshiro (perfilador forense)                 |
| Kiyohiko Shibukawa | Detective que trabaja con Ranko                    |
| Nakamura Shidō II  | Sospechoso de asesinato                            |
| Riho Yoshioka      | Prometida de Akira                                 |
| Shōta Sometani     | Sugitani, un médico aliado de Akira.               |
| Keisuke Horibe     | Hidesuke Hirose                                    |
| Masayuki Deai      | Shinzo Kitajima                                    |
| Reon Yuzuki        | Midori Higashima                                   |
| Minosuke           | Dr. Mashiko                                        |
| Tomohiko Imai      | Masashi Yabe                                       |
| Ryushin Tei        | Kazuo Higashima                                    |
| Chigusa Yasuzawa   | Profesora Yoshiko                                  |
| Kentarō Furuyama   | Médico local (Clínica de Medicina Interna de Tama) |
| Kayo Ise           | Administrador                                      |
| Katsuya Kobayashi  | Nobuo Watanabe                                     |
| Ariei Umefune      | Saki Kenmochi                                      |
| Ikuya Enokizono    | Detective                                          |
| Ken Kurahara       | Detective                                          |
| Takumi Kato        | Detective                                          |
| Tatsuya Nagashima  | Detective                                          |
| Asuka Hamaru       | Masumi Ishikawa                                    |
| Kohei Yoshida      | Yoshio Mitsuda                                     |
| Hinami Mori        | Testigo                                            |
| Yasuji Kimura      | Padre de Emi                                       |
| Masatoshi Kihara   |                                                    |
| Yûichi Takeda      |                                                    |
| Yasuyuki Unezawa   |                                                    |
| Erika Asai         | Secretaria de Akira                                |

## Otros créditos
- Productores: Masami Takahashi, Hideo Katsumata, Hiroko Nakamura, Hiroshi Takezawa, Masashi Takizawa, Jin-Huan Chen, Hisashi Fujikura, Toshiaki Okuno, Takama Ashida, Hideyuki Makita, Akihito Watanabe, Atsushi Igarashi y Masayuki Umekage.
- Productor ejecutivo: Hiroyoshi Koiwai.
- Productores: Misako Saka y Shigeji Maeda.
- Productores de línea: Tomoyuki Imai y Shinya Zenda.
- Iluminación: Yûta Shibata.
- Grabación (sonido): Jun Nakamura.
- Diseñador de producción (arte): Akira Sakamoto.
- Supervisor de personajes: Yûya Maeda.
- Director de peluquería y maquillaje: Keisuke Sakai.
- Efectos especiales de maquillaje: Tomo Hyakutake.
- Director de reparto: Tsuyoshi Sugino.
- Supervisor de casting: Yuji Kakizaki.
- Coordinador de especialistas: Keiji Tsujii.
- Editor de sonido supervisor: Masatoshi Katsumata.
- Asistente de dirección: Masayuki Taniguchi.
- Supervisor de psicópatas: Nobuko Nakano.
- Supervisión policial: Kenichi Furuya.
- Supervisora de efectos visuales: Kaori Ohtagaki (Kaori Ôtagaki)
- Supervisor musical: Toshihiro Sugita.
- Cooperación de producción: Rakueisha.

## Producción
Takashi Miike, un admirador de la novela original, quedó rápidamente fascinado por la ambigua figura del protagonista principal. La figura del asesino psicópata se representa a menudo en el cine, sin embargo la evolución del asesino y de los sentimientos que experimenta cautivaron al director.

Para el papel principal, Miike eligió al actor y cantante Kazuya Kamenashi, en su opinión: «Un actor que realmente brilla cuando interpreta un papel que se desvía de la norma».
La trama de la novela original, ganadora de múltiples premios, fluctúa considerablemente. El autor Mayusuke Kurai destaca las muchas variaciones entre su trama y la de la película: «El final de la novela es diferente al de la película. Es una historia diferente a la original y creo que realmente te conmoverá el corazón».

La neurocientífica Nobuko Nakano, presente en el set, también encontró muy convincente la actuación de Kamenashi: «Es un hombre muy cálido y alegre, completamente opuesto al peligroso personaje principal, un psicópata de naturaleza engañosa».
El cineasta y animador japonés Hiroshi Matsumoto creó todas las ilustraciones para la película, incluidas las del libro "Lumberjack the Monster" que aparece en la película. Según admitió el propio Miike: «Aunque no tuviera experiencia en libros ilustrados, quería trabajar con alguien dispuesto a aceptar el reto».

La máscara del Leñador Monstruoso es una creación del diseñador de producción Akira Sakamoto y el maquillador protésico Tomo Hyakutake, basada en ilustraciones de Hiroshi Matsumoto.

## Lanzamiento
La película se estrenó el 13 de octubre de 2023 en el Festival de cine de sitges de España, en la Sección Òrbita.Se estrenó en Japón el 26 de octubre de 2023 en el Festival Internacional de Cine de Tokio,y en los cines del país el 1 de diciembre de 2023.
Fue lanzada en Japón en DVD y Blu-ray el 24 de abril de 2024, por Avex Pictures, en dos ediciones diferentes: 
- Lumberjack the Monster Standard Edition (怪物の木こり 通常版?) (1 disco) versión en DVD.
  - Colección de tráilers (5 min.)
- Lumberjack the Monster Deluxe Edition (怪物の木こり 豪華版?) (2 discos) versión en DVD y Blu-ray.[8]
  - Disco principal: DVD o Blu-ray (igual que la versión estándar)
  - Disco extra: DVD.[9]
    - Comentarios de audio de Kazuya Kamenashi, Nanao y el director Takashi Miike
    - Making of de la película.
    - Colección de entrevistas.
    - Recopilación de vídeos de eventos.
    - Kazuya Kamenashi en Barcelona.

  - Estuche trasparente y edición digipack.
  - Folleto de fotos.

El 27 de marzo de 2024 comenzó su distribución digital por algunas plataformas de streaming japonesas.A nivel internacional se transmitió en Netflix el 1 de junio de 2024.

#### Controversia sobre la transmisión de Netflix
El estreno de la película en Netflix sin ningún tipo de promoción enfureció a algunos cinéfilos: 
- Stuart Heritage, periodista de The Guardian comentó: «El largometraje resulta ser la primera película de terror puro y duro de Takashi Miike en una década, lo que despierta un fuerte interés entre el público objetivo. Sin embargo, Netflix lanzó Lumberjack the Monster con una promoción mínima o nula».[11]

- Chase Hutchinson, periodista de Collider comentó: «La película de terror de Takashi Miike merecía algo mejor que Netflix. Siempre será decepcionante ver con qué frecuencia y arrogancia Netflix abandona películas que deberían ser estrenos emocionantes en su plataforma. El largometraje simplemente se abandona sin ningún tipo de promoción o anuncio sólido».[12]

## Recepción
Panos Kotzathanasis en una reseña para Asian Movie Pulse, escribió: «La película tiene un problema importante. Y es que, aunque está muy bien hecha, lo que la desbarata es que no hay nada verdaderamente original en ella. "Lumberjack the Monster" ofrece mucho entretenimiento, especialmente para los fans de los thrillers de acción, pero pronto caerá en el olvido, ya que existen muchas películas similares, incluso mejores, y Miike es responsable de varias de ellas».
En una reseña de Las crónicas de Deckard comentaron: «"Lumberjack the Monster" es un gran thriller de asesinos serie y psicópatas, cargado de violencia, sangre y suspense. Con una atmósfera inquietante, una buena historia, y una gran narración, Takashi Miike vuelve a demostrar su maestría en el género».
Peter Bradshaw en una reseña para The Guardian, escribió: «La película en su conjunto es completamente disparatada y operísticamente exagerada. A pesar del aspecto de "quién lo hizo" del desenmascaramiento final del Leñador, carece de la verosimilitud narrativa que otro tipo de drama podría verse obligado a incluir para que el público se involucre emocionalmente y, por lo tanto, se sienta más íntimamente perturbado. Como tantas películas de Miike, esta es una exhibición de extrañeza, alienación y nihilismo. Es todo un espectáculo».

## Tema musical
El grupo musical de J-pop japonés Sekai no Owari,  fue el encargado de crear un tema de cierre para los créditos finales de la película.La canción, titulada Deep Sea Fish (深海魚, Shinkaigyo?), fue lanzada en el álbum Nautilus el 13 de marzo de 2024, por Virgin Music/Tokyo Fantasy un compañía discográfica dentro de Universal Music Japan.

## Novela
Lumberjack the Monster es una novela de suspense escrita por Kurai Meisuke y publicada el 12 de enero de 2019, por Takarajimasha. En 2018 ganó el gran premio en la 17.º edición del concurso "This Mystery is Amazing!" Grand Prize, de Japón.